# Таптък (вилает Одрин)
Таптък (на турски: Taptık) е село в Източна Тракия, Турция, Вилает Одрин. Околия Хавса.

## География
Селото се намира на 12 км източно от Хавса.

## История
В XIX век Таптък е татарско село в Хавсенска кааза в Одринския вилает на Османската империя. Според „Етнография на вилаетите Адрианопол, Монастир и Салоника“, издадена в Константинопол в 1878 година и отразяваща статистиката на населението от 1873 година, Таптък (Taptık) има 50 домакинства и 180 жители татари.